# ASUS ZenFone Zoom
ZenFone Zoom（ゼンフォン ズーム）は、台湾のASUSによって開発された、第4世代移動通信システム対応のSIMフリーAndroidスマートフォンである。リアカメラに光学3倍ズームレンズを採用したモデル。2015年1月5日に発表され、同年第二四半期以降の発売を予定していた。その後音沙汰無かったが、同年9月2日に改めて発表。同年12月に台湾で販売を開始。日本でも2016年1月25日に発表され、同年2月5日に本革背面カバーモデルを、2月13日にはプラスティック背面カバーモデルを発売した。